# Třezalka pěkná
Třezalka pěkná (Hypericum pulchrum) je vytrvalá bylina s drobnými listy a zářivě žlutými květy. Je sice v české krajině původní, ale vždy patřila k vzácnějším druhům české flory. Není to dáno její náročnosti na půdní podmínky, ale spíše požadavkem na chladnější, ale mírné přímořské podnebí, které do České republiky zasahuje pouze okrajově. O tom, jak je vzácná svědčí to, že již byla považována v ČR za vyhynulou.

## Výskyt
Roste v severní, západní, jižní Evropě (vyjma jižních středomořských oblasti) a částečně i ve střední, kde se Česká republika, Polsko a Rakousko nacházejí na samé východní hranici areálu. Byla zavlečena do přírody Nového Zélandu. Patří mezi rostliny rostoucí hlavně v k Atlantiku přilehlé části Evropy s přesahem do Skandinávie. Společným rysem tohoto území je podnebí ovlivňováno vlhkým západním, atlantským prouděním s relativně mírnými mrazy.
Z historických pramenů vyplývá, že se v minulosti vyskytovala v české krajině pouze na třech místech ze kterých postupně vymizela, naposled byla zjištěna v polovině 20. století u Mirošova v okrese Rokycany. Nyní jsou evidovány její dvě nové lokality v severozápadních Čechách u hranic s Německem. První leží ve stinném údolí Dolnožlebského potoka při silnici západně od Dolního Žlebu, městské části Děčína. Druhá, méně početná, je vzdálena severovýchodně asi 1 km, rostliny tam rostou poblíž lesní cesty v prokáceném smrkovém lese.

## Ekologie
Vápnostřezná rostlina, která upřednostňuje světlé vlhčí lesy kde roste jako součást podrostu, písčité okraje lesních cest, vřesoviště, příkopy i místa kolem chodníků. Vyskytuje se hlavně na částečně zastíněných stanovištích, kde bývá v průběhu roku vyšší vzdušná vlhkost a to do nadmořské výšky až 1000 m.

## Popis
Vytrvalá, často dlouhověká rostlina vysoká 15 až 60 cm. Má silný, bohatě větvený kořenový systém sahající až několik decimetrů hluboko. Z kořene vyrůstají jak přímé či vystoupavé květní lodyhy až 2 mm tlusté, tak i tenčí a poléhavé sterilní výběžky. Lodyha je jednoduchá nebo slabě větvená, u báze hnědofialová, lysá, na průřezu oblá a je v dlouhých internodiích porostlá vstřícnými, poloobjímavými, trojúhelníkovitě vejčitými listy s průsvitnými buňkami se silicí. Listové čepele bývají dlouhé jen 5 až 20 mm, ve spodní třetině jsou nejširší, na svrchní straně jsou tmavozelené a na spodní znatelně světlejší, mívají podvinutým chrupavčitým lem a na bázi lodyhy jsou srdčitě objímavé a vzájemně se překrývají. V úžlabí lodyžních listů vyrůstají sterilní, vzpřímené prýty jenž se dále větví a mnohdy zcela kryjí lodyhu, jejich listy jsou menší, podlouhlé a krátce řapíkaté.
Za příznivých podmínek vytváří rostlina několik vzpřímených plodných lodyh a větší počet neplodných nahloučených hlavně v její dolní části. Protože lodyhy bývají víceleté a ve spodní části postupně tloustnou a dřevnatějí, nabývá rostlina po několika létech vzhled drobného keříku. V konkurenci s jinými druhy nebo při plném zastínění rostlina málo kvete, mívá málo vzpřímených větví, v bazální části se silně větví a poléhavé výběžky v uzlinách často koření.
Latnaté květenství je úzce pyramidální a tvoří jej od dvou do pěti vstřícných větví, každá z nich nese jeden až tři květy velké 1,5 až 2 cm. Květy jsou pětičetné, oboupohlavné. Kališní lístky, asi 3 × 2 mm velké, jsou široce obvejčité, tupě špičaté a po okrajích mají černé žlázky. Korunní lístky, přibližně 9 × 3,5 mm, jsou vejčité, žluté s červenavým nádechem, na ploše mají roztroušené světlé buňky se silicí a taktéž mívají po okrajích černé žlázky. Tyčinek s nitkami dlouhými okolo 7 mm bývá v květu kolem padesáti, jsou trojbratré, srostlé do třech skupinek a nesou oranžově červené prašníky 0,5 mm velké. Kvetou od června do srpna, opylovány jsou hmyzem nebo samosprašně, nemají nektar a opylovačům nabízejí pouze pyl. Ploidie druhu je 2n = 18.
Plodem je hnědá, válcovitá, tlustostěnná tobolka velká 6 × 3 mm. Obsahuje světle hnědá, podlouhlá, drsná semena dlouhá asi 1 mm, každé má hmotnost asi 0,1 gramu; obvykle dobře klíčí. Jejich mřížkované osemení obsahuje vysokou koncentraci fenolu a hypericinu, který působí toxicky na patogenní půdní houby; semena jsou tak schopná zůstávat v půdě po dlouhou dobu životaschopná.

## Rozmnožování
Třezalka pěkná se rozmnožuje semeny, která na jaře vyklíčí a začne vyrůstat hlavní, nevětvená lodyha a z její báze začnou rašit postranní větve. Od jara následného roku se hlavní lodyha i postranní větve prodlužují, většinou jsou poléhavé nebo na konci vystoupavé. V průběhu léta se některé začnou vzpřimovat a mohou zakládat květenství. Tyto napřímené lodyhy, s květenstvím i bez, tvoří v úžlabí spodních a prostředních listů zárodky sterilních postranních lodyh. Na podzim některé nekvetoucí lodyhy opět polehnou a jejich postranní větve se vzpřímí. Při blízkém růstu několika rostlin se občas lodyhy promísí a je obtížné odlišit jednu rostlinu od druhé.

## Ohrožení
Třezalka pěkná byla ještě v roce 1995 zařazována mezi druhy nezvěstné a mělo se zato, že pravděpodobně vyhynula. Tento stav změnily dvě nové lokality objevené na rozhraní 20. a 21. století. Obě populace jsou však velmi malé a nacházejí se na zranitelných místech, mohou být lehce zničeny následkem turistických aktivit nebo stahováním či skládkováním pokáceného dřeva. Jsou proto zařazeny v "Červeném seznamu cévnatých rostlin České republiky mezi druhy kriticky ohrožené (C1r).

## Galerie

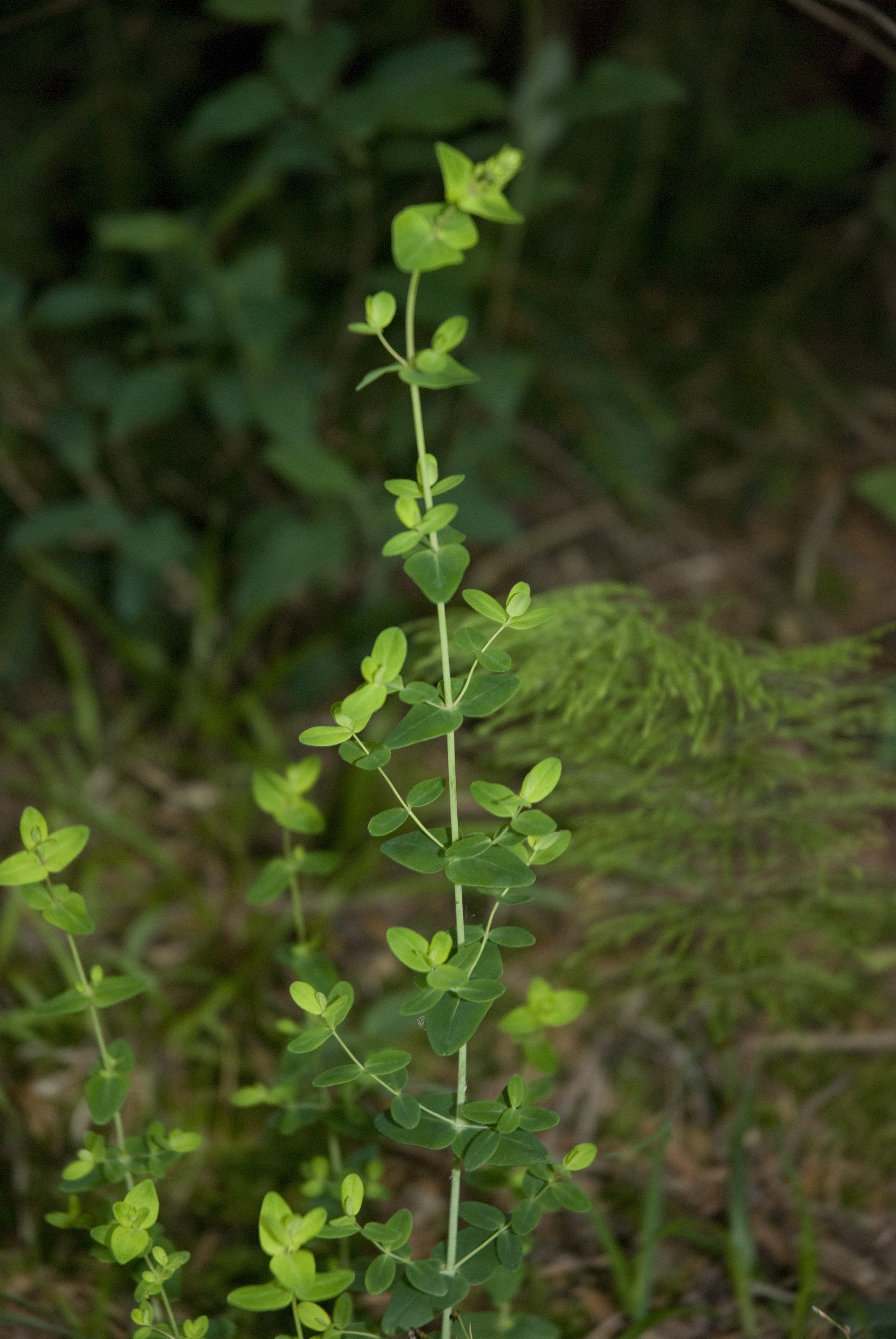
Sterilní lodyha
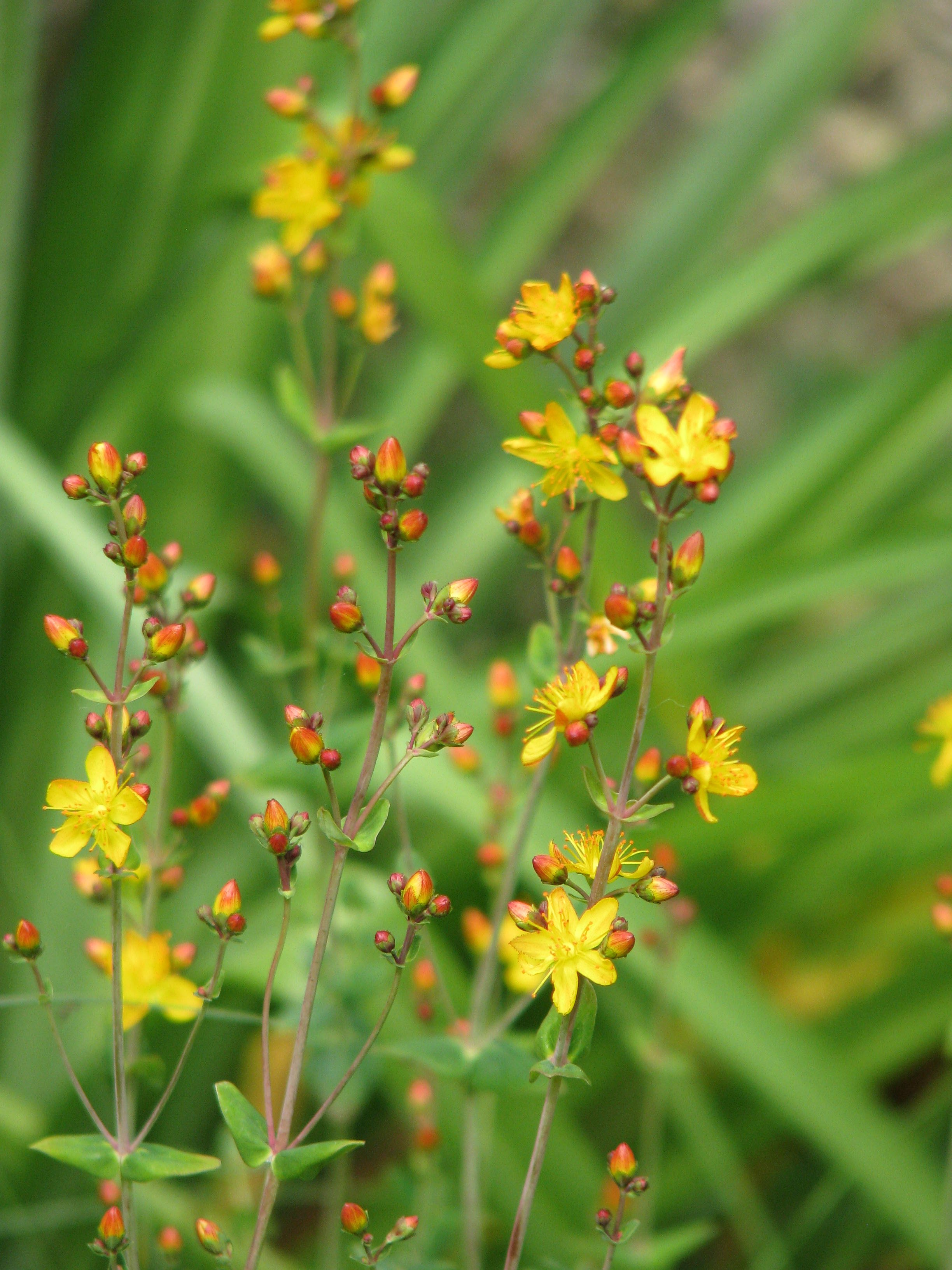
Kvetoucí rostlina
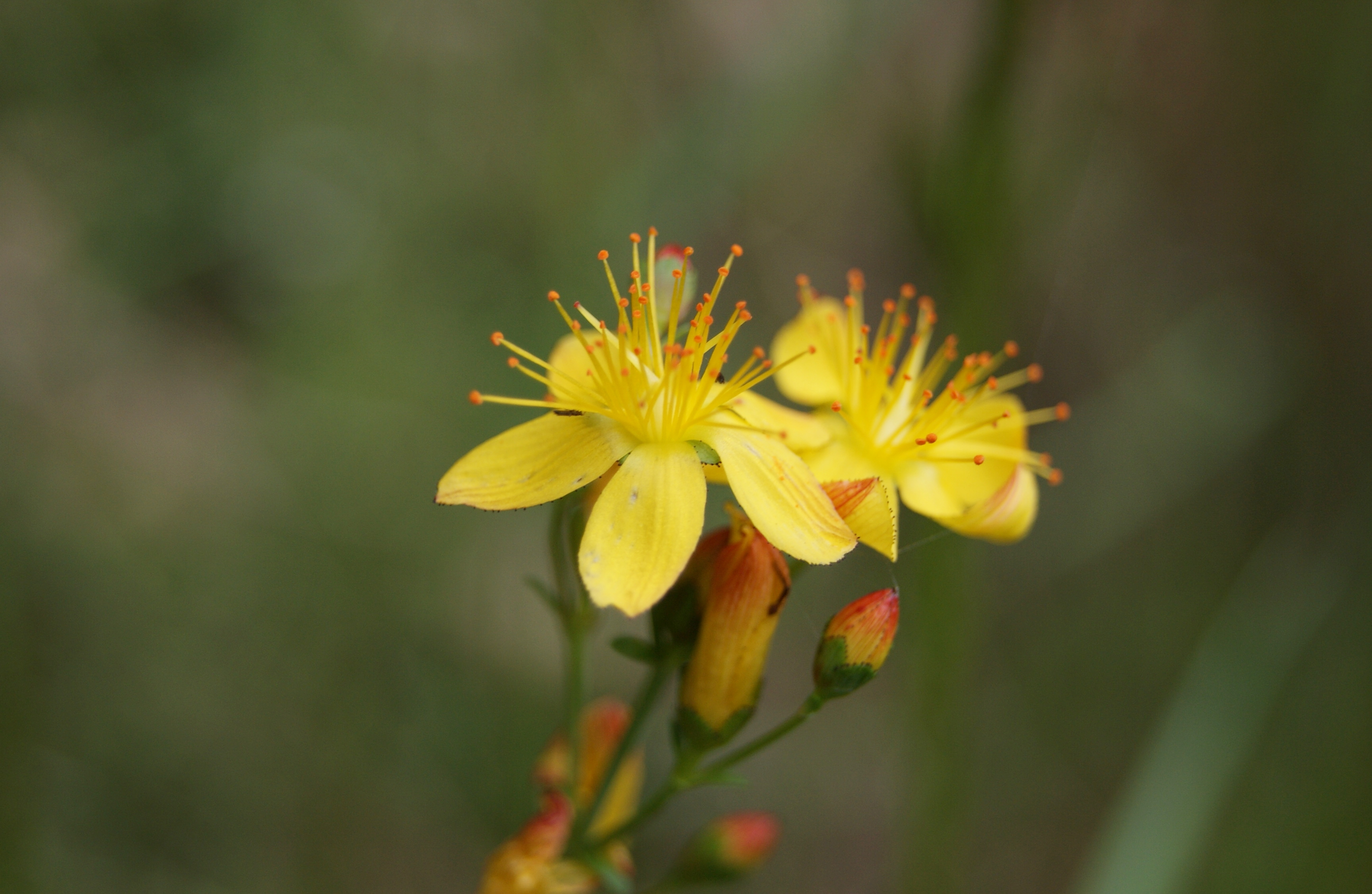
Květy